# Заломестра
Заломестра (рум. Zalomestra) — село у повіті Сучава в Румунії. Входить до складу комуни Бродіна.
Село розташоване на відстані 383 км на північ від Бухареста, 67 км на захід від Сучави.

## Населення
За даними перепису населення 2002 року у селі проживали 137 осіб.
Національний склад населення села:
| Національність | Кількість осіб | Відсоток |
| -------------- | -------------- | -------- |
| румуни         | 89             | 65,0%    |
| українці       | 48             | 35,0%    |

Рідною мовою назвали:
| Мова       | Кількість осіб | Відсоток |
| ---------- | -------------- | -------- |
| румунська  | 89             | 65,0%    |
| українська | 48             | 35,0%    |